# Die wunderbare Puppe
Die wunderbare Puppe ist ein US-amerikanischer Spielfilm aus dem Jahr 1946.

## Handlung
Washington, D.C. 1814 während der Besetzung britischer Truppen im Britisch-Amerikanischen Krieg. Das Weiße Haus muss evakuiert werden. Dolly Payne Madison, die Ehefrau von Präsident James Madison bereitet sich vor. In dieser ungewissen Situation denkt sie an ihr Leben zurück. Sie ist in einer Quäkerfamilie in Philadelphia aufgewachsen. Ihr Vater verlangt von ihr, dass sie John Todd heiratet, obwohl sie ihn nicht liebt. Sie willigt dennoch ein und wird schnell darauf Mutter eines Sohnes. Erst als ihr Vater und der kleine Sohn während einer Gelbfieber-Epidemie sterben, wächst die Zuneigung zu John Todd. Doch auch John erliegt der tödlichen Krankheit.
Die traurige Witwe wird kurze Zeit später von zwei aufstrebenden Politikern umworben. Aaron Burr und James Madison sind zwar Freunde, aber politisch zerstritten. Sie entschließt sich schließlich James Madison zu heiraten und zieht mit ihm nach Virginia. Burr wird Konkurrent des Präsidentschaftskandidaten Thomas Jefferson. Als Jefferson die Wahlen gewinnt, ernennt er James Madison zu seinem Außenminister. Dolly zieht mit ihrem Mann nach Washington. Burr dagegen intrigiert gegen Jefferson. Als er mit Alexander Hamilton einen weiteren politischen Konkurrenten im Duell tötet, wird er des Mordes angeklagt. 
Burr entzieht sich jedoch der Gerichtsbarkeit durch eine Flucht nach Philadelphia. Dort versucht er Truppen für einen Putsch zu gewinnen. Dies scheitert jedoch und er zieht sich auf Grund dieses Hochverrats den Zorn der Öffentlichkeit zu. Als er gelyncht werden soll, rettet ihm Dolly das Leben. Sie kann die Menschen damit überzeugen, dass sie mit der Tötung Burrs ihn zum Märtyrer machen würden und dessen politischen Überzeugungen damit große Dienste erweisen würden.

## Kritiken
„Ohne Rücksicht auf historische Fakten mit Tempo und Charme gestaltete, romantisch verklärte patriotische Liebesgeschichte.“